# Sahel

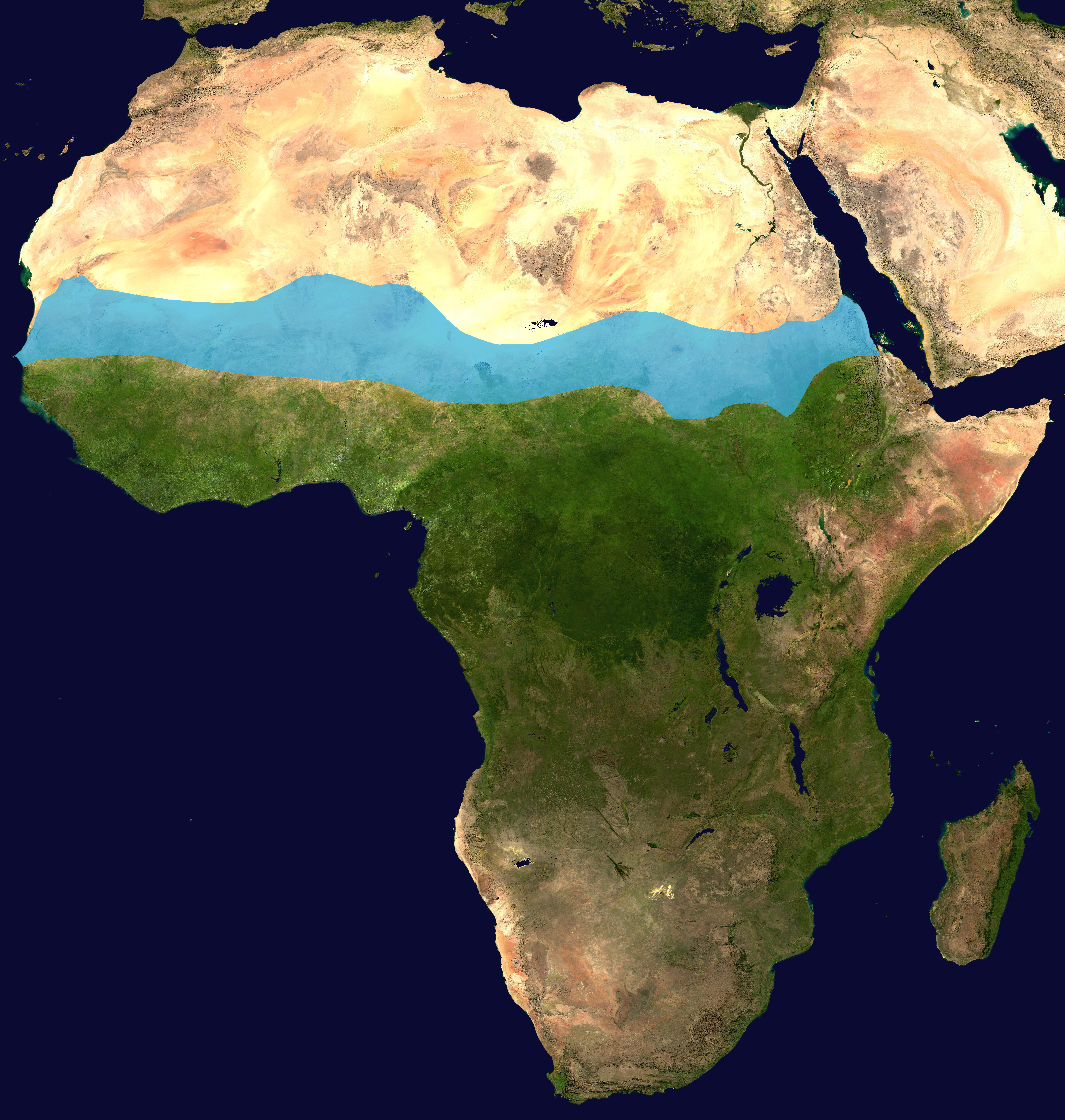
Sahel w Afryce, zaznaczony błękitnym pasem

Sahel, Sahel Tropikalny (arab. ‏ساحل‎ sāḥil, dosł. „wybrzeże, brzeg morski”) – region geograficzny w Afryce.
Sahel obejmuje obszar wzdłuż południowych obrzeży Sahary; rozciąga się od Senegalu po Erytreę, przez Mauretanię, Mali, Niger, Czad oraz Sudan. Teren ten cechuje się klimatem półsuchym, z porą wilgotną trwającą tylko w trakcie pory deszczowej, czyli ok. 2-3 miesięcy. W Sahelu występuje niedobór wody pitnej. Roczna suma opadów wynosi od 100 do 200 mm na północy, do ok. 300 mm na południu. Pora sucha trwa maksymalnie 10 miesięcy, roślinność głównie półpustynna i stepowa, na południu przechodząca w sawannę. Występuje koczownicze pasterstwo, głównie bydła; jedną z grup są Fulanie. Zbiera się tam gumę arabską. Obszar nawiedzany suszami, w 1968 roku nastąpiła szczególnie intensywna susza, która pociągnęła za sobą liczne straty w ludziach i gospodarce regionu.
W latach 70. z powodu klęsk zginęło około 200 000 ludzi. W 2010 w Sahelu wystąpiła klęska suszy i głodu. W Czadzie 22 czerwca w Faya odnotowano temperaturę 47,6 °C, dzień później w Nigrze (Bilma) 48,2 °C – były to najwyższe w historii (do 2010) temperatury odnotowane w tych państwach.